# Cerkiew św. Aleksego w Lipsku

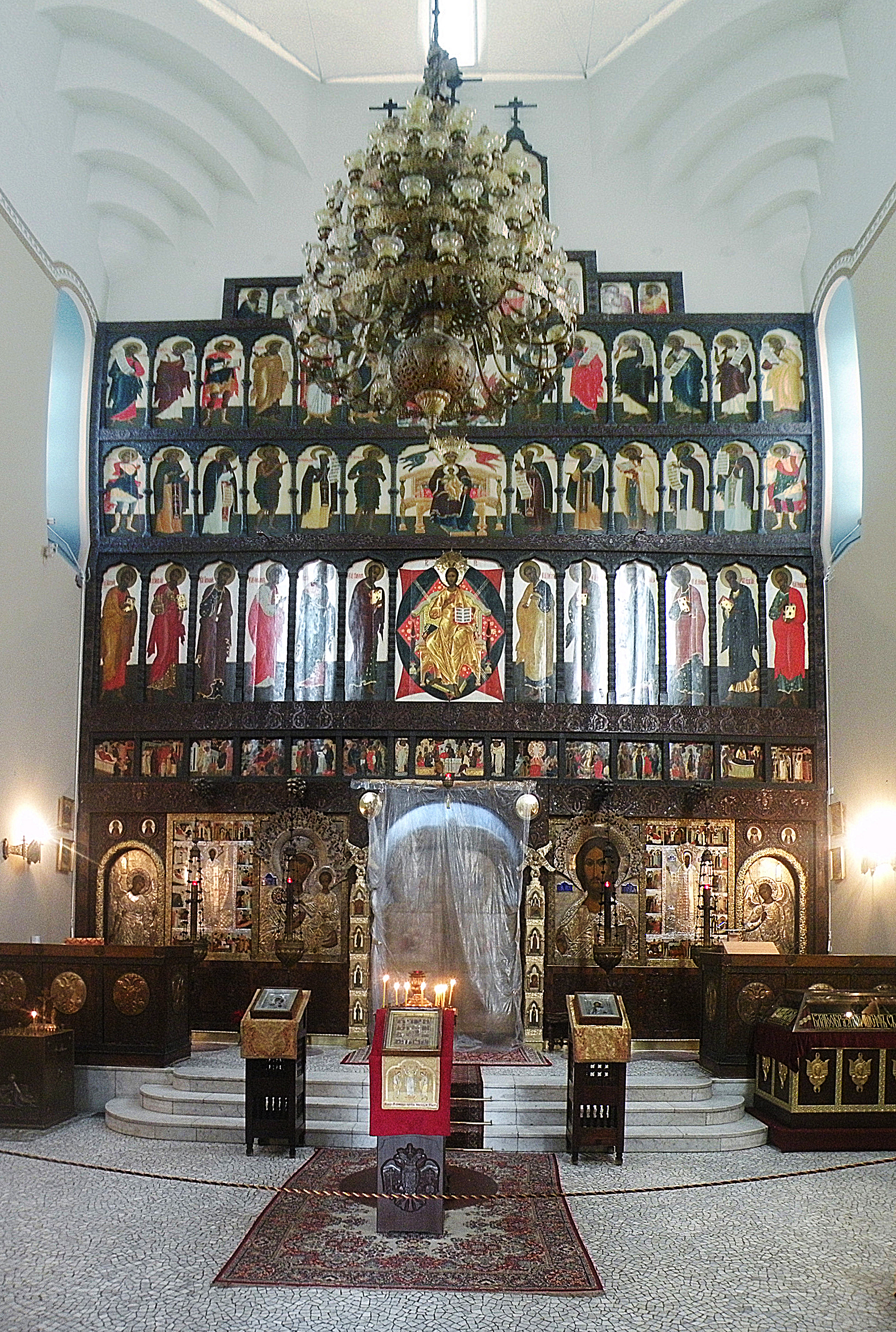
Ikonostas

Cerkiew św. Aleksego – prawosławna cerkiew w Lipsku przy ulicy 
Philipp-Rosenthal-Straße. Wzniesiona w dla upamiętnienia udziału wojsk rosyjskich w bitwie pod Lipskiem. Pozostaje w jurysdykcji eparchii berlińskiej i niemieckiej Rosyjskiego Kościoła Prawosławnego. 

## Historia

### Pierwsze cerkwie w Lipsku
W 1744 społeczność rosyjska w Lipsku zwróciła się do Świętego Synodu z prośbą o dofinansowanie budowy wolnostojącej cerkwi podległej patriarsze Moskwy. Otrzymała jednak odpowiedź odmowną, gdyż w mieście istniała już domowa cerkiew Trójcy Świętej podlegająca patriarsze Konstantynopola, a Synod uznał, że niewielka grupa Rosjan osiadłych na stałe w Saksonii może z niej korzystać. Cerkiew domowa podległa Rosyjskiemu Kościołowi Prawosławnemu powstała w 1751 i istniała do 1776. 

### Cerkiew św. Aleksego
Budowa cerkwi w Lipsku związana była z chęcią upamiętnienia udziału Rosjan w bitwie pod Lipskiem. W 1907 rozpoczęta została zbiórka dobrowolnych wpłat na budowę, prowadzona zarówno w Rosji, jak i w Niemczech. Od 1910 całość działań związanych z budową koordynował komitet, którego honorowym przewodniczącym był wielki książę Michaił Aleksandrowicz Romanow. Władze Lipska bezpłatnie przekazały pod budowę działkę na skraju pola bitwy. 
Autorem projektu budynku był Władimir Pokrowski, prace przygotowawcze rozpoczęto w 1911. Architekt osobiście nadzorował budowę. Cerkiew została poświęcona 17 października?/30 października 1913 w obecności przedstawicieli państw walczących przeciwko Francji pod Lipskiem, w tym rosyjskiego wielkiego księcia Cyryla Władimirowicza Romanowa, króla Saksonii Fryderyka Augusta III oraz cesarza Niemiec Wilhelma II. 16 października 1913 w krypcie cerkwi dokonano uroczystego pochówku szczątków nieznanych z imienia żołnierzy, którzy zginęli w „Bitwie Narodów”. Obiekt nie był siedzibą parafii, lecz jako cerkiew pomocnicza był przypisany do cerkwi w Dreźnie. 
Po wybuchu I wojny światowej cerkiew w Lipsku została, podobnie jak inne cerkwie na terenie Niemiec, uznana za obiekt związany z wrogim państwem i zamknięta. Wejście do budynku zostało zamurowane, a piecza nad obiektem powierzona osobie prywatnej, co nie uchroniło świątyni przed dwukrotną grabieżą. Dopiero w latach 20. przeprowadzono prowizoryczny remont, a od 1928 ponownie zaczęto odprawiać w niej nabożeństwa, tworząc parafię. Początkowo cerkiew pozostawała w jurysdykcji Zachodnioeuropejskiego Egzarchatu Rosyjskiego Kościoła Prawosławnego, przechodząc w 1930 razem z jego zwierzchnikiem biskupem Eulogiuszem (Gieorgijewskim) pod jurysdykcję patriarchy Konstantynopola w ramach Zachodnioeuropejskiego Egzarchatu Parafii Rosyjskich. W 1939 władze hitlerowskie zmusiły parafię lipską (razem z innymi parafiami „eulogiańskimi”) do przejścia do eparchii berlińskiej i niemieckiej Rosyjskiego Kościoła Prawosławnego poza granicami Rosji, w której pozostawała do 1945. W tym roku, pod wpływem stacjonujących w mieście wojsk radzieckich, parafia ogłosiła powrót pod jurysdykcję Rosyjskiego Kościoła Prawosławnego. 
W latach 60. i 80. XX wieku budynek był remontowany. W cerkwi znajduje się 7 dzwonów, nabożeństwa mogą być odprawiane zarówno w głównej, „górnej” cerkwi, jak i w jej podziemiach („dolna cerkiew”).
W maju 2000 cerkiew stała się obiektem wandalizmu ze strony niemieckich neonazistów, którzy umieścili na jej zewnętrznych ścianach antyrosyjskie napisy oraz symbole faszystowskie.

## Architektura
Cerkiew naśladuje siedemnastowieczne rosyjskie budownictwo sakralne. Cały budynek ma wysokość 65 metrów, z zewnątrz malowany jest na biało i dekorowany sztukaterią. Centrum fasady stanowi ikona Chrystusa Pantokratora, obok niej wyrzeźbiono dwie złocone postacie aniołów. Wejście do gmachu prowadzi przez półkoliste drzwi z portalem, półkolista jest również większość okien cerkwi. Całość wieńczy rząd oślich grzbietów podtrzymujących złoconą cebulastą kopułę. 